# 双层爱尔兰夹荷兰三明治
双层爱尔兰夹荷兰三明治（英語：Double Irish with Dutch sandwich）是自1980年代后期以来，大多数美国跨国公司使用的一種避稅手法。該手法由苹果公司首創。截止2010年，美国跨国公司每年通過双层爱尔兰夹荷兰三明治這一手法避稅1000亿美元。
根據愛爾蘭政策，如果一家公司總部在愛爾蘭以外，实际营运也在愛爾蘭以外，則該公司在愛爾蘭的分公司享有零税率优惠，且向公司總部匯款也無需支付稅款。實際在愛爾蘭運營的則需要上繳12.5％企业所得税率。另外根據荷蘭稅收政策，歐盟境內的公司交易，無須支付企業所得稅，只需支付低廉的交易稅。
一般美國跨國公司會採用以下措施避稅，首先在愛爾蘭設立實際運營的公司A，將美國以外的收入歸入A，作為A的營業收入。同時還在愛爾蘭設立公司B、荷蘭設立公司C。而B的公司總部所在地為加勒比海某個避稅天堂。公司將所有產品的知識產權劃歸為B公司所有，B再授權給C，C再授權給A。而A一旦有營業收入，必須將收入作為版稅支付給C，同時A支付的版稅作為公司運營成本還能抵扣一定的稅收，C再向B支付版稅。B再將收入匯入公司總部賬戶。如果B直接向A授權，B會被認為實際運營在愛爾蘭境內，因而美國跨國公司會選擇在荷蘭開設公司C。設在愛爾蘭的企業A和B就像三明治的兩片麵包，荷蘭企業C就像三明治中的夾層食物，因而這一避稅手法得名双层爱尔兰夹荷兰三明治。
通過三家公司的運作，美國跨國公司的海外收入税率仅为约2～3％，而如果將海外收入汇回美国，則至少要支付35％的联邦企业税率。
由於避稅太多，在外部壓力下，2020年1月，蘋果公司、Google、Facebook等美國跨國公司逐步放棄這一避稅手法。各國政府計劃設置全球最低企業稅率以減少跨國公司避稅問題。